# 栗原操寿
栗原 操寿（くりはら そうじゅ）は、日本の医学者、慶應義塾大学医学部教授。慶應義塾大学病院病院長

## 来歴
宮城県に生まれる。宮城県築館高等学校卒業。東北大学医学部卒業。